# Sam Bottoms
Samuel John Bottoms, detto Sam (Santa Barbara, 17 ottobre 1955 – Los Angeles, 16 dicembre 2008), è stato un attore e produttore cinematografico statunitense.

## Biografia
Fratello minore degli attori Timothy Bottoms e Joseph Bottoms, è famoso soprattutto per l'interpretazione del ruolo di Lance B. Johnson, nel film Apocalypse Now (1979), diretto da Francis Ford Coppola. Morì nel 2008, all'età di 53 anni, a causa di un tumore al cervello.

## Filmografia parziale

### Cinema
- L'ultimo spettacolo (The Last Picture Show), regia di Peter Bogdanovich (1971)
- Una donna chiamata moglie (Zandy's Bride), regia di Jan Troell (1974)
- Il texano dagli occhi di ghiaccio (The Outlaw Josey Wales), regia di Clint Eastwood (1976)
- Apocalypse Now, regia di Francis Ford Coppola (1979)
- Bronco Billy, regia di Clint Eastwood (1980)
- Giardini di pietra (Gardens of Stone), regia di Francis Ford Coppola (1987)
- Dolly Dearest - La bambola che uccide (Dolly Dearest), regia di Maria Lease (1991)
- Viaggio all'inferno (Hearts of Darkness: A Filmmaker's Apocalypse), regia di Fax Bahr, George Hickenlooper, Eleanor Coppola (1991)
- Scacco al re nero (Sugar Hill), regia di Leon Ichaso (1993)
- Terrore sull'astronave (Project Shadowchaser III), regia di John Eyres (1995)
- The Unsaid - Sotto silenzio (The Unsaid), regia di Tom McLoughlin (2001)
- Seabiscuit - Un mito senza tempo (Seabiscuit), regia di Gary Ross (2003)
- Havoc - Fuori controllo (Havoc ), regia di Barbara Kopple (2005)
- Shopgirl, regia di Anand Tucker (2005)
- SherryBaby (Sherrybaby), regia di Laurie Collyer (2006)

### Televisione
- Doc Elliot - serie TV, 1 episodio (1974)
- Savages, regia di Lee H. Katzin – film TV (1974)
- Marcus Welby (Marcus Welby, M.D.) - serie TV, 1 episodio (1976)
- The Eddie Capra Mysteries - serie TV, 1 episodio (1978)
- Ritorno a Eden (Return to Eden) serie TV (1981)
- La signora in giallo (Murder, She Wrote) - serie TV, episodi 5x11-7x12 (1989-1991)
- 21 Jump Street - serie TV, 1 episodio (1990)
- X-Files (The X-Files) – serie TV, episodio 3x11 (1995)
- NYPD - New York Police Department (NYPD Blue) - serie TV, 1 episodio (2004)

## Doppiatori italiani
Nelle versioni in italiano delle opere in cui ha recitato, Sam Bottoms è stato doppiato da:
- Loris Loddi in Apocalypse Now
- Gianni Giuliano in Bronco Billy
- Saverio Moriones in La signora in giallo (ep. 5x11)
- Massimo Rossi in La signora in giallo (ep. 7x12)
- Andrea Ward in X-Files
- Francesco Pannofino in The Unsaid - Sotto silenzio
- Nanni Baldini in Apocalypse Now Redux